# Chorincy
Chorincy (ros. Хоринцы) – wieś w Rosji, w Jakucji, w ułusie olokmińskim. W 2010 liczyła 741 mieszkańców.